# Program gotajski
Program gotajski (niem. Gothaer Programm) – był dokumentem przyjętym przez Sozialdemokratische Arbeiterpartei (SDAP, Socjaldemokratyczną Partię Robotniczą) przewodzoną przez Augusta Bebela oraz Wilhelma Liebknechta i Allgemeiner Deutscher Arbeiterverein (ADAV, Powszechny Niemiecki Związek Robotniczy) pod przywództwem Wilhelma Hasenclevera na kongresie zjednoczeniowym obu ugrupowań, który miał miejsce w mieście Gotha w dniach 22-27 maja 1875.
Efektem kongresu było powstanie Socjalistycznej Partii Pracy Niemiec (Sozialistische Arbeiterpartei Deutschlands, SAP), która w 1890 roku zmieniła nazwę na Socjaldemokratyczną Partię Niemiec (Sozialdemokratische Deutsche Partei, SPD). Podstawowe założenia programu gotajskiego mówią o „wolnym państwie i społeczeństwie socjalistycznym”, „zniesieniu wyzysku w każdym społeczeństwie” oraz o „usunięciu wszelkiej społecznej i politycznej nierówności”.
Program gotajski został skrytykowany przez Karola Marksa, który przebywając w Londynie, atakował ideologów niemieckiego socjalizmu za zbliżenie się do, jego zdaniem, reformistycznego ADAV.
Rozwinięciem programu był program erfurcki (1891).